# Frontera entre Rússia i Estònia
La frontera entre Rússia i Estònia és la frontera internacional entre la República d'Estònia (membre de la Unió Europea) i la Federació russa (membre de la Comunitat d'Estats Independents). La frontera té 324 kilòmetres de llarg. En la seva forma present, no ha canviat des de 1945, quan Estònia esdevenia part de la Unió soviètica. Havia detenir un petit canvi en 2014, però encara no ha tingut efecte.

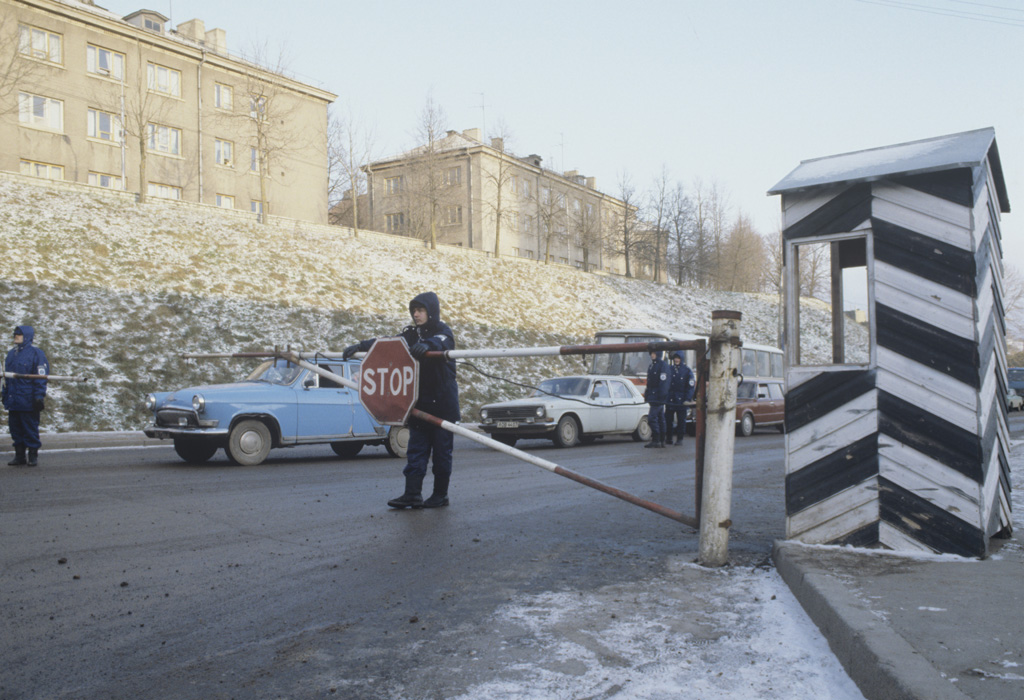
Trànsit a la nova oficina duanera de Narva, desembre de 1991

## Història
Bona part de la frontera amb Estònia és aigua, passant a través del canal del riu Narva i el llac Peipus, però al sud hi ha una frontera de terra, parts del qual era disputada quan Estònia va ingressar a la Unió Europea i a l'OTAN. L'acord en la frontera entre els dos països, reconeixent que alguns territoris són ara dins Rússia, a l'àrea de Petxori/Petseri de l'óblast de Pskov i a l'óblast de Leningrad, va ser signat el maig 2005 i ratificat pel Riigikogu, però llavors Rússia va retirar la seva signatura del tractat. Posteriorment Rússia i Estònia van signar un tractat de frontera el 17 de febrer de 2014, fent Estònia l'últim estat Baltic en formalitzar la seva frontera amb Rússia. Tanmateix el gener 2016 el tractat no ha estat ratificat per cap dels dos estats.

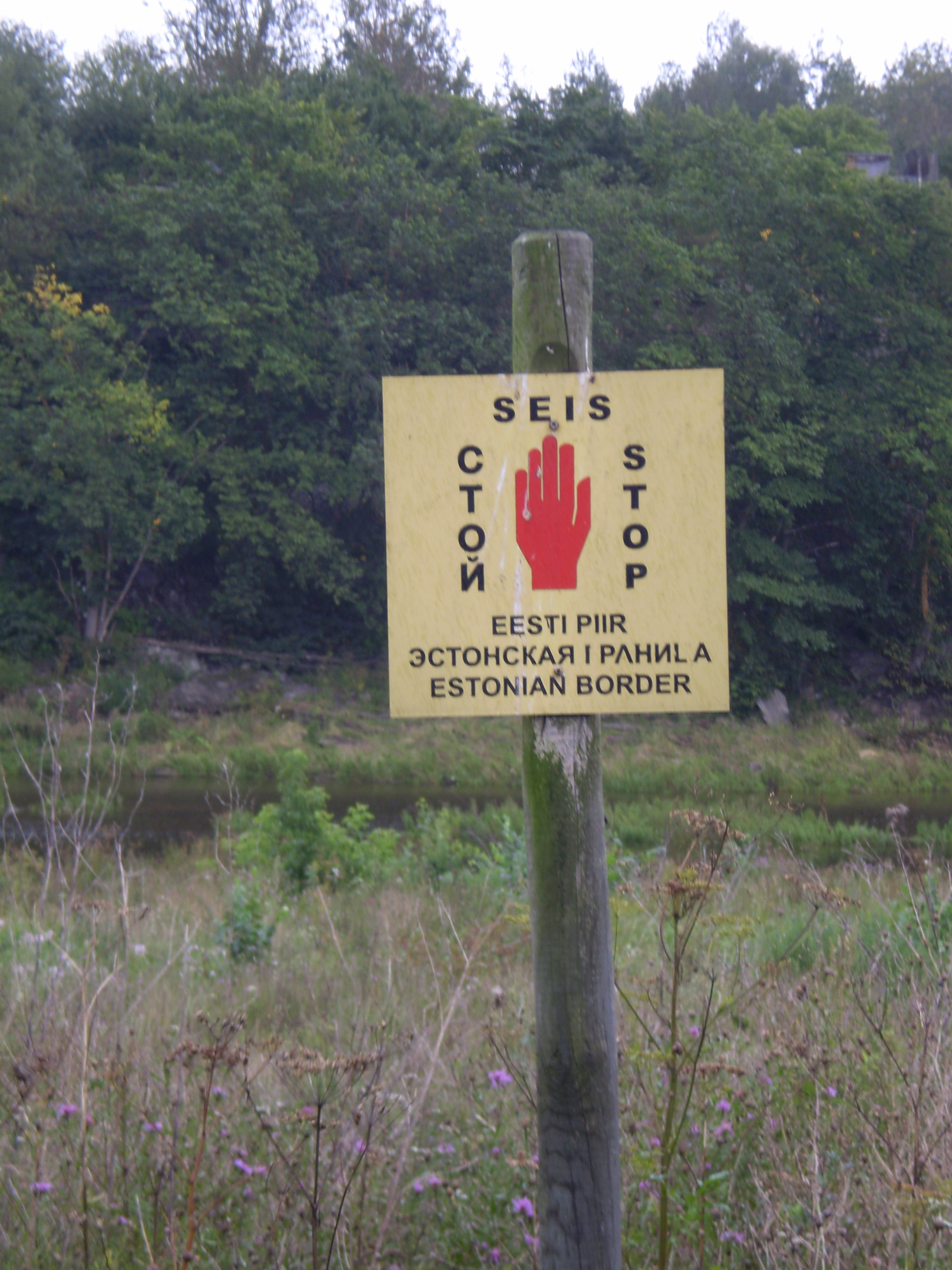
Senyal fronterer trilingüe rus-estonià-anglès.

Les ciutats frontereres de Narva (Estònia) i Ivangorod (Rússia) són directament adjacents una amb l'altra. Ambdues tenen una població predominantment russo-parlant.

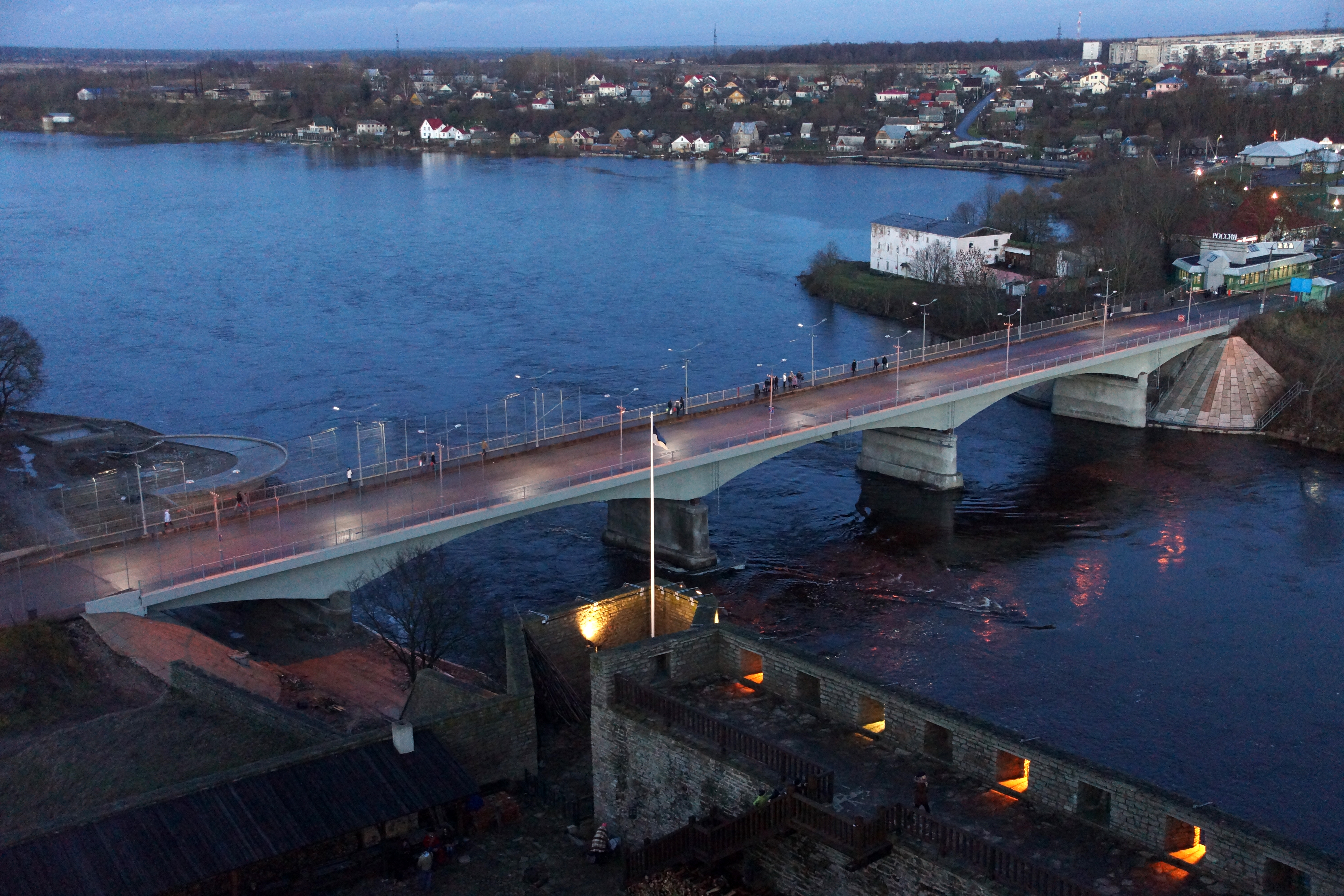
Pont sobre el riu Narva: a la dreta, Rússia; a l'esquerra, Estònia

Una raresa fronterera era la carretera de Värska a Ulitina dins Estònia, tradicionalment l'única carreter a l'àrea d'Ulitina àrea, que passa per territori rus durant un quilòmetre de la seva longitud, una àrea anomenada bota de Saatse. Aquesta carretera no té cap control fronterer, però no hi ha cap connexió a qualsevol altra carretera dins Rússia. No s'hi permet parar o passejar al llarg de la carretera. Aquesta raresa fronterera desapareixerà quan sigui implementat l'acord de 2014 i la carretera es trobarà dins Estònia.
Cal destacar el fort canvi en la direcció del comerç abans i després de l'establiment de la frontera. A principis de la dècada de 1990, els consumidors russos anaven a Estònia a comprar béns, mentre que ara són consumidors d'Estònia que compren mercaderies a Rússia i sovint venen mercaderies a Estònia. Les primeres matèries inclouen sucre, cigarretes i gasolina. A la frontera s'exploten dos tipus de punts de verificació: autopista al Pont d'Amistat (Narva - Ivangorod) i el llac Peipus (des del 2004) que exporta a Estònia sorra per a la construcció.
L'agost 2015 Estònia va decidir construir una tanca al llarg de la frontera. Tindrà 110 km de llarg, i no ser construïda a llacs o pantans.

## Passos de frontera
El pas de la frontera només està permès als controls fronterers. La majoria de la gent necessita un visat en un o ambdós costats de la frontera. Llista des del nord:
- Carretera E20 / 1 / M11 entre Narva i Ivangorod
- Ferrocarril Tallinn–Narva–St. Petersburg, a Narva
- Carretera local a Narva
- Carretera 106 a Saatse
- Ferrocarril Valga-Petxori, a Koidula, només mercaderies
- Carretera 63 a Koidula
- Carretera E77 / 7 / A212 entre Luhamaa i Pskov

A més, el petit camí estonià de Värska a Ulitina travessa la frontera s Rússia i torna a Estònia. No hi ha control fronterer i no es permet detenir ni anar cap a Rússia d'aquesta manera.